# سحر محمدي
سحر بروجردي محمدي (بالفارسية: سحر بروجردی محمدی) من مواليد 10 نوفمبر 1988 في طهران. هي مغنية موسيقى كلاسيكية إيرانية وعازفة تار وسيتار من إيران. توصَف بأنّها من أبرع مغنيات الجيل الجديد في الموسيقى الإيرانية الكلاسيكية.

## الحياة الفنية
ولدت سحر محمدي في 10 نوفمبر 1988 في طهران. بدأت بتعلم الغناء الإيراني على يد أفسانة رثائي، وواصلت الاستفادة من تعاليم مهدي فلاح، وحامد رضا نوربخش، ومحمد معتمدي. كما درست العزف على التار، والسيتار عند أرشد طهماسبي، ومحمد رضا لطفي، ومسعود شعاري، وسفر لاجوردي، ثم في عام 1392 ظهرت كجوقة مشاركة في الاعتمادات النهائية للمسلسل. پرده‌نشین (إخراج بهروز الشعيبي وإنتاج السيد محمود رضوي).
وهي عضو في "فرقة ماه بانو" التي يرأسها مجید درخشاني، وهي أحد المطربين الرئيسيين في أغاني هذه المجموعة ومنها «ما را بس»، «گلرخ» و «جان عاشق». في بداية أمرها، اشتهرت بمشروع "مافيش كلام" («هیچ سخنی نیست») بالتعاون مع علي قمصري.
في 19 أغسطس 2013، أُعلن أنها تعتزم تسجيل ألبوم جديد مع بيمان خازني، وذكر أن "هذا العمل على شكل أوركسترا ومن كلمات محمد رضا شفيعي كودكاني، هوشنج إبتهاج، حسين منزوي، رهی معیری، وبجمان بختياري جزءًا كبيرًا من تسجيلهما وسيدخلان مرحلة النشر قريبًا. كما تعاونت أيضًا مع الفرقة الموسيقية «هزار آواز».
تعاونت في أداء موسيقى أوبرا حافظ وأوبرا السعدي (في دور "حنونة" أخت منصور الحلاج). يبلغ عدد متابعي صفحتها الرسمية على إنستغرام أكثر من 180 ألف متابع.
في عام 2016 غنت في حفل افتتاح الدورة الثانية والعشرين لـ مهرجان الموسيقى الروحية في فاس بالمغرب.
في 18 يونيو 2019، قامت الشرطة الفرنسية بمقاطعة حفلها الموسيقي في نانت بسبب بلاغ كاذب عن وجود قنبلة في الحفل.
غنت حتى الآن أغاني جميلة مثل «گل اومد بهار اومد»، «دیلمان»، «مویان و سودا»، «درد دوری(با زبان کردی)»، «ما را بس (بمرافقة حروش خليلي)». وقد نشرت أن أغنية "أوقفونا" («ما را بس») أحدثت ضجة كبيرة لها ولفرقتها. بسبب القيود المفروضة على الحفلات النسائية في إيران، أحيت عدة حفلات في البرتغال وفرنسا.